# Gunta Stölzl

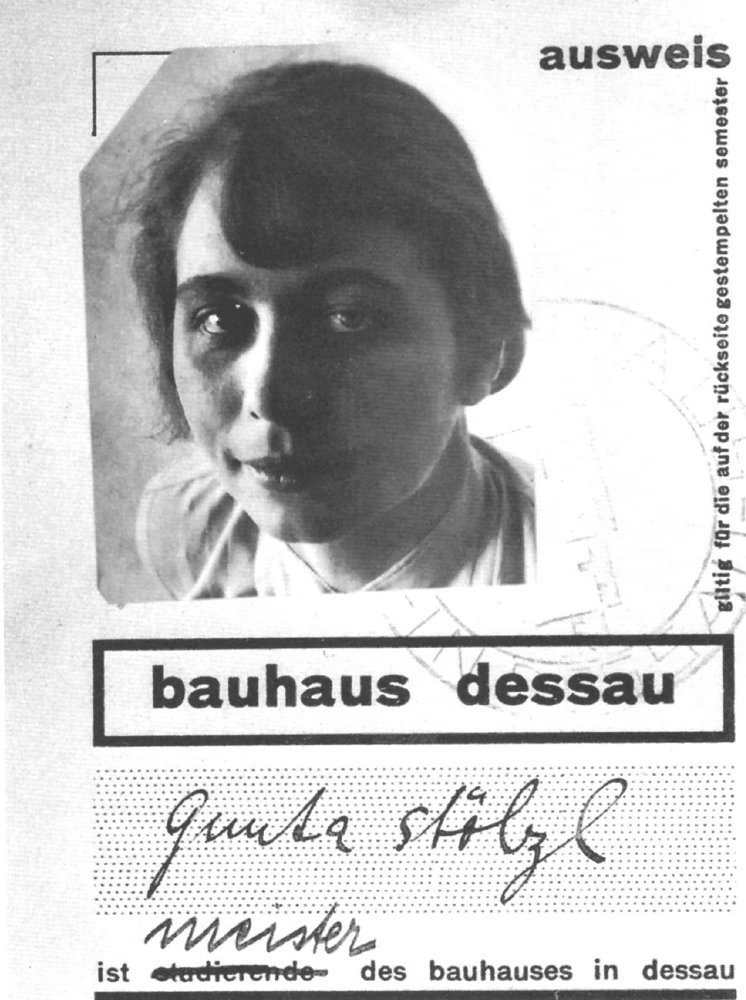
Bauhaus-Ausweis von Gunta Stölzl

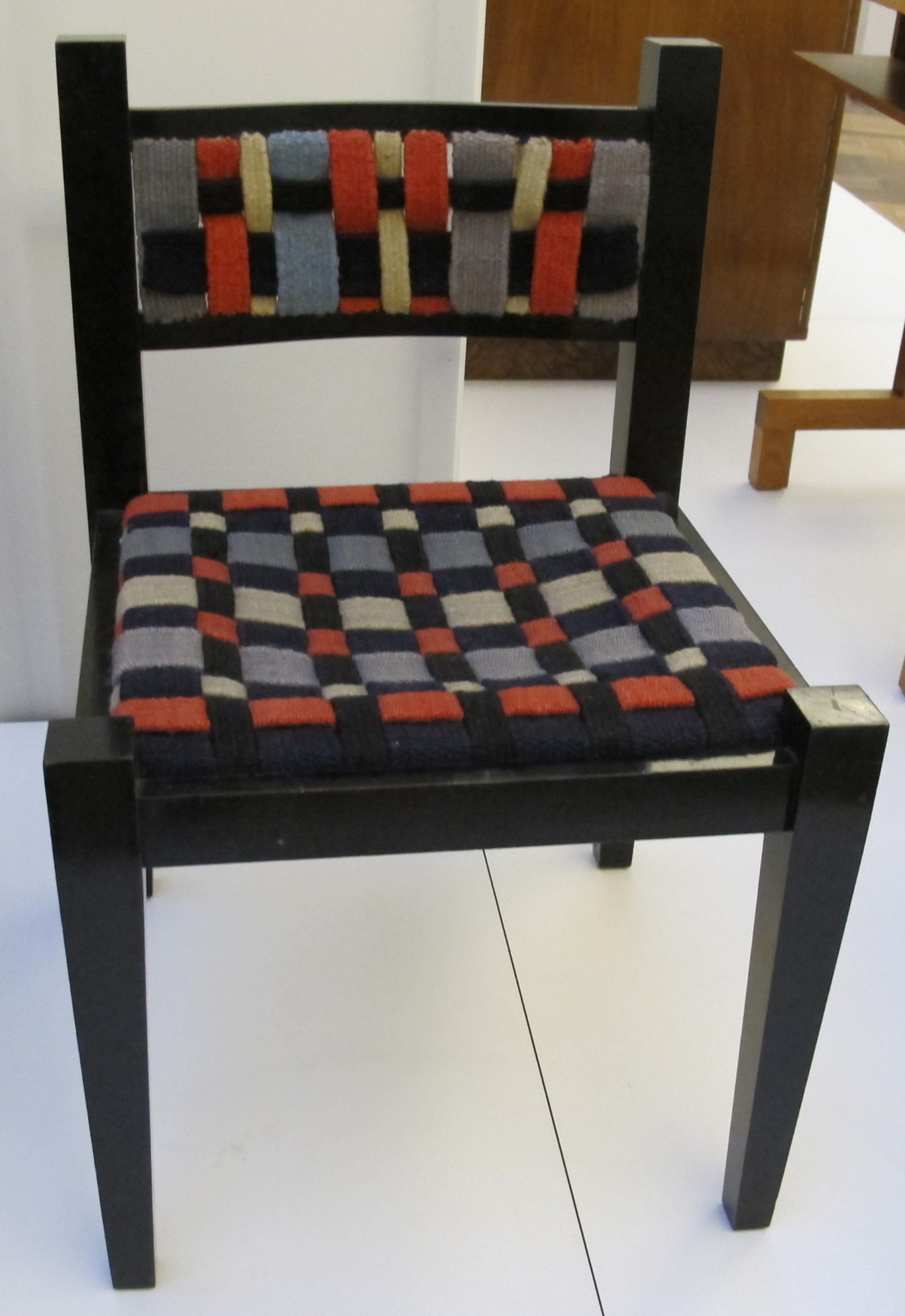
Textilien von Gunta Stölzl auf dem Stuhl mit farbiger Gurtbespannung von Marcel Breuer (1921)

Gunta Stölzl (* 5. März 1897 in München als Adelgunde Stölzl; † 22. April 1983 in Männedorf, Schweiz) war Weberin und Textildesignerin. Sie gilt als Erneuerin der Handwebkunst und war die erste Meisterin am Bauhaus. Ihre Werke werden in Einzelausstellungen gezeigt und sind Bestandteil internationaler Kunstsammlungen.

## Leben
Gunta Stölzl war die Tochter des Lehrers und Schulrektors Franz Seraph Stölzl und der Kreszenz Stürzer. Ihr Vater war mit dem Reformpädagogen Georg Kerschensteiner befreundet. Ihr Bruder Erwin war Jurist. Nach Abschluss der Höheren Töchterschule in München trat Stölzl 1914 in die Königliche Kunstgewerbeschule München ein. 1917 bis 1918 diente sie als Rotkreuzschwester an der Isonzofront im heutigen Slowenien und an der Westfront in Frankreich.
Nach der Rückkehr wurde sie 1919 am Bauhaus in Weimar aufgenommen. Stölzl freundete sich mit Marcel Breuer an, der 1920 an das Bauhaus kam. 1921 gestalteten sie gemeinsam den Afrikanischen Stuhl und sie fertigte in der Werkstatt für Weberei am Bauhaus Rücken und Sitz. 1921–1922 entwarf sie unter anderem Stoffe für das Haus Sommerfeld von Walter Gropius. 1922/1923 legte sie die Gesellenprüfung ab und trug zusammen mit anderen Studentinnen zur Gründung der „Frauenklasse“ bei.
1924 belegte sie Kurse in Färbungs- und Produktionsmethoden an der Fachschule für Textil-Industrie in Krefeld. Im selben Jahr richtete Stölzl für Johannes Itten in Herrliberg am Zürichsee die Ontos Werkstätten für Handweberei ein. 1925 kehrte sie ans Bauhaus Dessau zurück und wurde Werkmeisterin der Webereiwerkstatt, die sie ab 1927, nach dem Weggang von Georg Muche, als allein verantwortliche Jungmeisterin leitete. Während dieser Zeit baute sie kontinuierlich Firmenkontakte zur Herstellung und zum Vertrieb der Bauhaus-Stoffe auf.
Nach einer gemeinsamen Reise nach Moskau, an der 1928 auch der Bauhausschüler Peer Bücking teilnahm, heiratete sie Anfang August 1929 den Architekten Arieh Sharon. Am 8. Oktober 1929 wurde ihre Tochter Yael geboren. 1931 sah sich Gunta Stölzl aufgrund politischer und Bauhaus-interner Konflikte zur Kündigung ihrer Stelle gezwungen und verließ im Oktober 1931 das Bauhaus. Ihre deutsche Staatsbürgerschaft hatte sie mit der Heirat verloren. Nach der Emigration in die Schweiz gründete sie mit den Bauhaus-Absolventen Gertrud Preiswerk und Heinrich Otto Hürlimann noch im gleichen Jahr in Zürich die Handweberei SPH-Stoffe. Das Unternehmen stellte unter anderem Teppiche und Polsterstoffe für Wohnbedarf her. 1936 wurde ihre Ehe mit Sharon geschieden. Stölzl führte ab 1937 ihre Webereiwerkstatt allein weiter, nun an der Florastrasse in Zürich-Seefeld. 1939 beteiligte sie sich an der Schweizerischen Landesausstellung.
Sie verheiratete sich 1942 mit dem Schriftsteller und Journalisten Willy Stadler, mit dem sie ein Reihenhaus der befreundeten Architektin Elsa Burckhardt-Blum in der neu erbauten „Wohnkolonie Heslibach“ in Küsnacht an der Gartenstr. 16 bezog. Ein Jahr später wurde ihre zweite Tochter Monika geboren. In den 1950er Jahren produzierte sie Gobelins. Durch ihre Heirat zur Schweizer Bürgerin geworden, wirkte sie nach der Schließung der Handweberei Flora im Jahr 1967 weiterhin als Textilkünstlerin.

## Werk
Gunta Stölzl war am Bauhaus „die bedeutendste Weberin, die den Weg der Weberei vom bildhaften Einzelstück zum modernen Industrieentwurf mit vollzog und mit beeinflusste“. Das Sonderheft der Zeitschrift Bauhaus, das ihr bei ihrem Weggang vom Bauhaus gewidmet wurde, vermerkte: „Dass man von ‚bauhausstoffen‘ spricht, ist ihr verdienst“.
Ausbildung und Produktion der Webereiwerkstatt waren auf die Herstellung von Textilien für den neuen Innenraum gerichtet. Es entstanden Möbelspannsstoffe, Meterware für Kissen oder Kleidungsstücke, Wandbehänge und Teppiche. Deren Farben und Muster entsprachen dem charakteristischen Bauhausstil, der insbesondere von der Auseinandersetzung mit Johannes Itten, Paul Klee und Wassily Kandinsky geprägt war. Aus der Zeit am Bauhaus in Weimar sind von Stölzl hergestellte Bodenteppiche, Wandbehänge, Knüpfteppiche und Vorhänge als Entwürfe, in originaler Ausführung oder als Nachwebungen erhalten. In Dessau führte Gunta Stölzl in der von ihr geleiteten Webereiwerkstatt den Bereich des Industriedesigns ein. Ihr Unterrichtsprogramm zur Weberei von 1931 bot die Grundlage für die Einführung neuer, funktionaler Textilien. Deren Produktion stellte einen Gegenentwurf zum verstärkt auch ästhetischen Grundsätzen entsprechendem Programm der Weimarer Werkstatt dar. Das Konzept der Verbindung von Funktionalität und ästhetischem Anspruch von Textilien wirkte auch in ihrer Zürcher Produktion weiter, indem sie in der Handweberei SPH-Stoffe in großer Anzahl qualitativ hochwertige Gebrauchsstoffe herstellte. Diese wurden unter anderem an der Schweizerischen Landesausstellung von 1939 gezeigt.
Aus der Dessauer Zeit (1931) stammen auch die sogenannten Prellerdecken. Das waren Bettüberwürfe, die für die Bettnischen im „Prellerhaus“ entstanden. Mehr als 100 Stück wurden seinerzeit angefertigt, von denen keines mehr existiert – außer auf Fotos. Ende 1990 wurden einige Kopien neu produziert.
Seit 1967 fertigte Gunta Stölzl in ihrem Atelier ausschließlich nach eigenen Entwürfen frei gestaltete Gobelins. In diesen verwebte sie unterschiedliche Materialien, wie Garn, Bast, eingeknüpfte Steine und Glasperlen. In manchen Gobelins werden dicht gewebte Partien mit Schlitzen durchbrochen. Charakteristisch sind die aneinander anschließenden Farbflächen, die geometrische und natürliche Formen aufnehmen, und sich in der Gesamtschau zu Landschaften oder auch pflanzlichen Strukturen zusammenfügen.

## Einzelausstellungen
In Deutschland, in der Schweiz und der Niederlande wurden bisher folgende Einzelausstellungen gezeigt:
- „Bildteppiche von Gunta Stölzl.“ Zürich, Lyceumclub, 1970.
- „Bildteppiche von Gunta Stölzl.“ Zürich, Paulus-Akademie
- „Gunta Stadler-Stölzl – Wandteppiche und Entwürfe 1921–1976“. Bauhaus-Archiv Berlin, 1976.
- „Gunta Stölzl – Wandteppiche.“ Stuttgart, Galerie Lutz, 1977.
- „Gunta Stadler-Stölzl – Bildteppiche.“ Zürich, Paulus-Akademie, 1980.
- „Gunta Stölzl – Weberei am Bauhaus und aus eigener Werkstatt.“ Wanderausstellung, Bauhaus-Archiv Berlin, 1987.
- Bad Säckingen, Villa Berberich, 1988.
- „Gunta Stölzl: 100 Jahre Bauhaus-Stoffe“, Groningen, Wall House #2 (Groninger Museum), 2019[10]

## Museen
Gunta Stölzls Werke sind Bestandteil internationaler Kunstsammlungen:
- Museum of Modern Art, New York
- Metropolitan Museum of Art, New York
- Busch-Reisinger Museum, Harvard University
- The J. Paul Getty Museum, Malibu, Kalifornien
- Detroit Institute of Arts, Detroit, Michigan
- Misawa Homes’ Bauhaus Collection, Tokio
- Victoria and Albert Museum, London
- Kunstsammlungen zu Weimar
- Stiftung Bauhaus Dessau
- Bauhaus-Archiv – Museum für Gestaltung, Berlin
- Neue Sammlung München
- Museum für Kunst und Kulturgeschichte der Hansestadt Lübeck
- Staatsgalerie Stuttgart
- Museum für Gestaltung Basel
- Basler Kunstverein
- Museum für Gestaltung, Zürich

## Schriften
Gunta Stölzl verfasste mehrere Schriften über die Bauhausweberei und das Bauhaus, die zum Teil seltene Zeugnisse von dessen Frühzeit darstellen, sowie einen Nachruf auf Paul Klee. Zu ihren unveröffentlichten Schriften gehören die Tagebücher der Jahre 1915–1917, 1917–1919 und 1919–1920, Kinderaufzeichnungen 1929–1946 sowie Reisenotizen 1928–1946. Zudem blieben Mitschriften der von ihr besuchten Vorlesungen an der Münchner Kunstgewerbeschule und am Bauhaus erhalten sowie Aufzeichnungen über die Technik des Webstuhlsystems, das Unterrichtsprogramm der Weberei und den eigenen Webunterricht. Auch ihr umfangreicher Briefwechsel mit Verwandten, Freunden und Künstlerkollegen ist bisher unveröffentlicht.

## Ehrungen
In den Städten Bremen, Erfurt, Mönchengladbach, München und Weimar sind Straßen nach ihr benannt. Das Haus der Kulturen der Welt (HKW) in Berlin benennt ein Foyer nach ihr.
Bernd Wiesemanns Bauhaus-Suite für Kinderklavier von 1994 enthält ein Stück mit dem Titel "Portrait von Gunta Stölzl".